# Amapola (película)
Amapola es una película española en blanco y negro, muda, dirigida por José Martín y protagonizada por Alfredo Hurtado, famoso como ‘Pitusín’, un antecesor de los niños prodigio del cine español.
Antes de su estreno se difundió el título alternativo: ‘Amapola, la gitana’. Tras muchas dificultades, terminó estrenándose en la Sala de Actos de la Casa del Pueblo.

## Argumento
Basada en leyendas populares.

## Escenarios de rodaje
Granada; Sierra Nevada; provincia de Málaga.